# Щёкинский сельский округ
Щёкинский сельский округ — упразднённая административно-территориальная единица, существовавшая на территории Клинского района Московской области в 1994—2006 годах.
Пласкуновский сельсовет был образован в первые годы советской власти. По данным 1923 года он входил в состав Троицкой волости Клинского уезда Московской губернии.
В 1925 году Пласкуновский с/с был переименован в Щёкинский сельсовет.
В 1926 году Щёкинский с/с включал деревни Лобачиха, Полоскуново и Щекино, а также 2 хутора.
В 1929 году Щёкинский с/с был отнесён к Солнечногорскому району Московского округа Московской области. При этом к нему был присоединён Грешневский с/с.
27 сентября 1932 года Щёкинский с/с был передан в Клинский район.
17 июля 1939 года к Щёкинскому с/с был присоединён Хохловский с/с (селения Екатериновка, Костенево, Николаевка, Скрепящево и Хохлово).
1 февраля 1963 года Клинский район был упразднён и Щёкинский с/с вошёл в Солнечногорский сельский район. 11 января 1965 года Щёкинский с/с был возвращён в восстановленный Клинский район.
10 марта 1975 года из Нудольского с/с в Щёкинский были переданы селения Антипино, Кореньки, Коськово и Поджигородово.
23 июня 1988 года в Щёкинском с/с были упразднены деревни Антипино и Лобачиха.
3 февраля 1994 года Щёкинский с/с был преобразован в Щёкинский сельский округ.
25 июля 2001 года центр Щёкинского с/о был перенесён из деревни Щёкино в деревню Кузнецово.
В ходе муниципальной реформы 2004—2005 годов Щёкинский сельский округ прекратил своё существование как муниципальная единица. При этом его населённые пункты были переданы в сельское поселение Нудольское.
29 ноября 2006 года Щёкинский сельский округ исключён из учётных данных административно-территориальных и территориальных единиц Московской области.